# Військово-морські Сили Збройних Сил України (монета)
«Військо́во-морські́ Си́ли Збро́йних Сил Украї́ни» — пам'ятна монета номіналом 10 гривень, випущена Національним банком України. Присвячена окремому виду Збройних Сил України, призначеному для стримування або відсічі у взаємодії з іншими видами Збройних Сил, іншими військовими формуваннями та правоохоронними органами збройної агресії проти України з моря та на приморських напрямках, захисту суверенітету і державних інтересів України.
Монету введено в обіг 14 липня 2022 року. Вона належить до серії Збройні Сили України.

## Опис та характеристики монети
| Номінал грн. | Метал                 | Маса, грам | Діаметр, мм. | Якість виготовлення | Гурт     | Тираж, штук |
| ------------ | --------------------- | ---------- | ------------ | ------------------- | -------- | ----------- |
| 10           | сплав на основі цинку | 12,4       | 30           | анциркулейтед       | рифлений | 1 000 000   |

### Аверс

Емблема ВМС ЗСУ

На аверсі монети розміщено: у центрі на дзеркальному тлі — емблема Військово-морських сил ЗСУ, унизу ліворуч від неї — малий Державний Герб України, унизу праворуч — номінал «10» та графічний символ гривні; написи: В«ІЙСЬКОВО-МОРСЬКІ СИЛИ ЗБРОЙНИХ СИЛ УКРАЇНИ» (півколом угорі), «2022/УКРАЇНА» (унизу); логотип Банкнотно-монетного двору Національного банку України (праворуч від номіналу).

### Реверс
На реверсі монети на тлі стилізованих хвиль зображено різні типи кораблів як символ ВМС ЗСУ, до складу яких, крім надводних сил, також входять морська авіація, морська піхота, берегова артилерія та інші компоненти; угорі на тлі позначених південних морських рубежів нашої держави та виключної морської економічної зони України — написи: «ВІРНІСТЬ,/МУЖНІСТЬ,/СИЛА».

3 кораблі, котрі зображено на реверсі
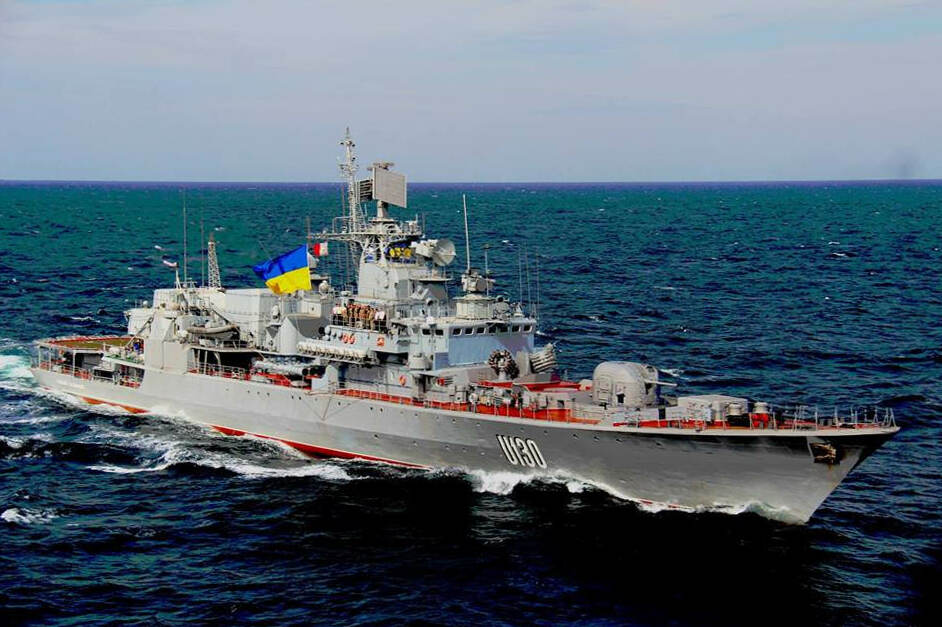
Гетьман Сагайдачний
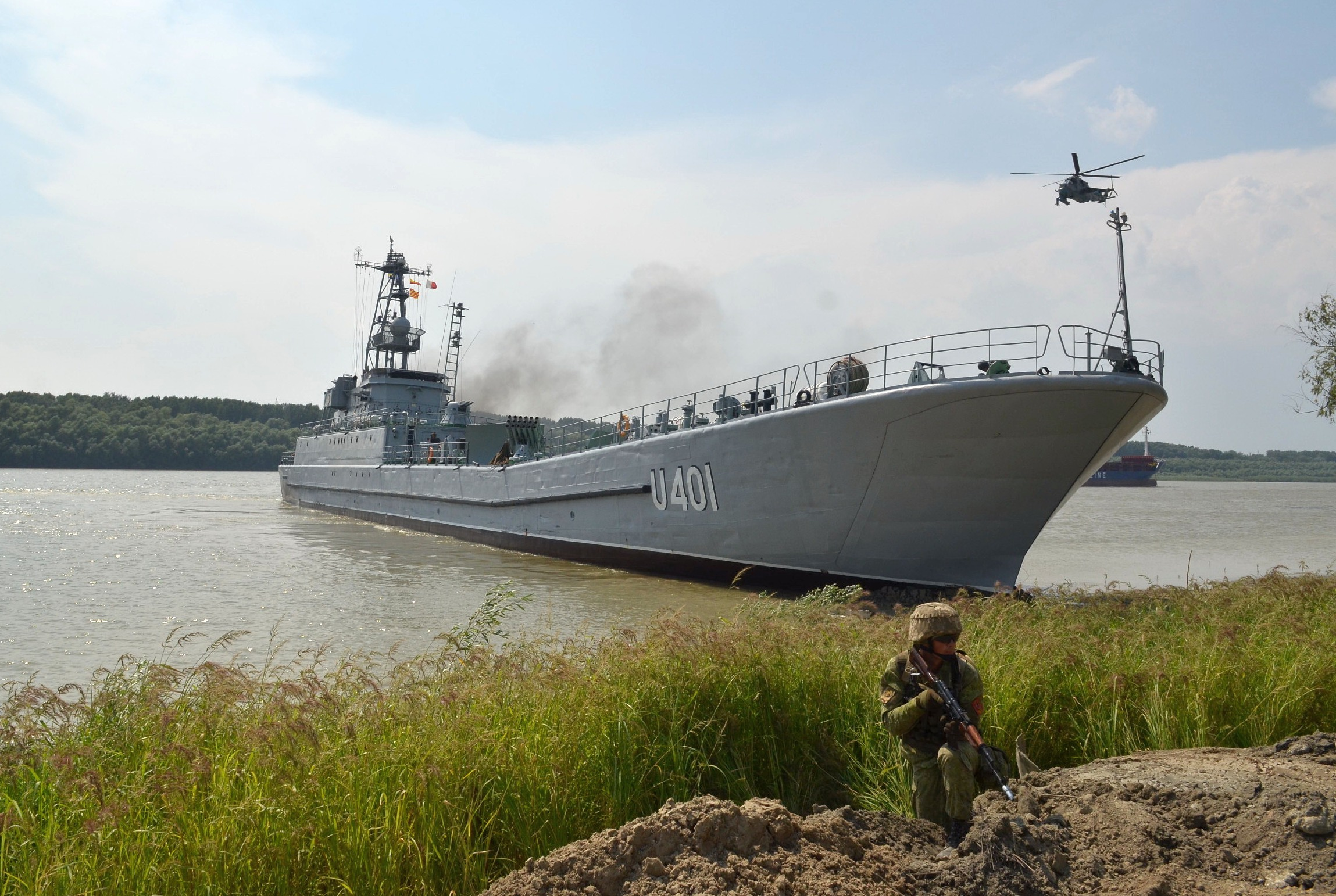
Юрій Олефіренко
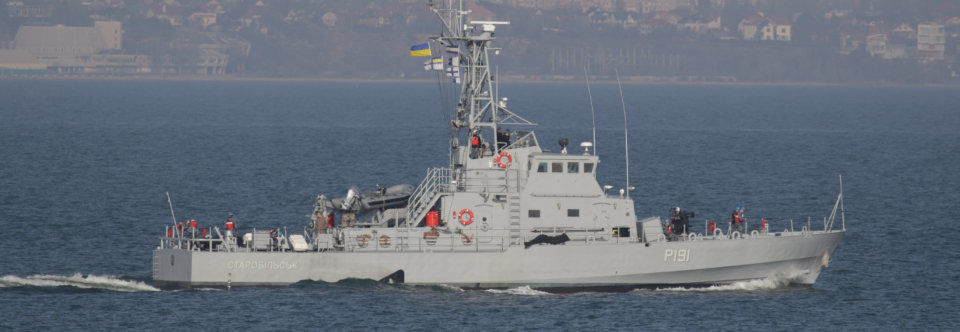
Старобільськ

## Автори

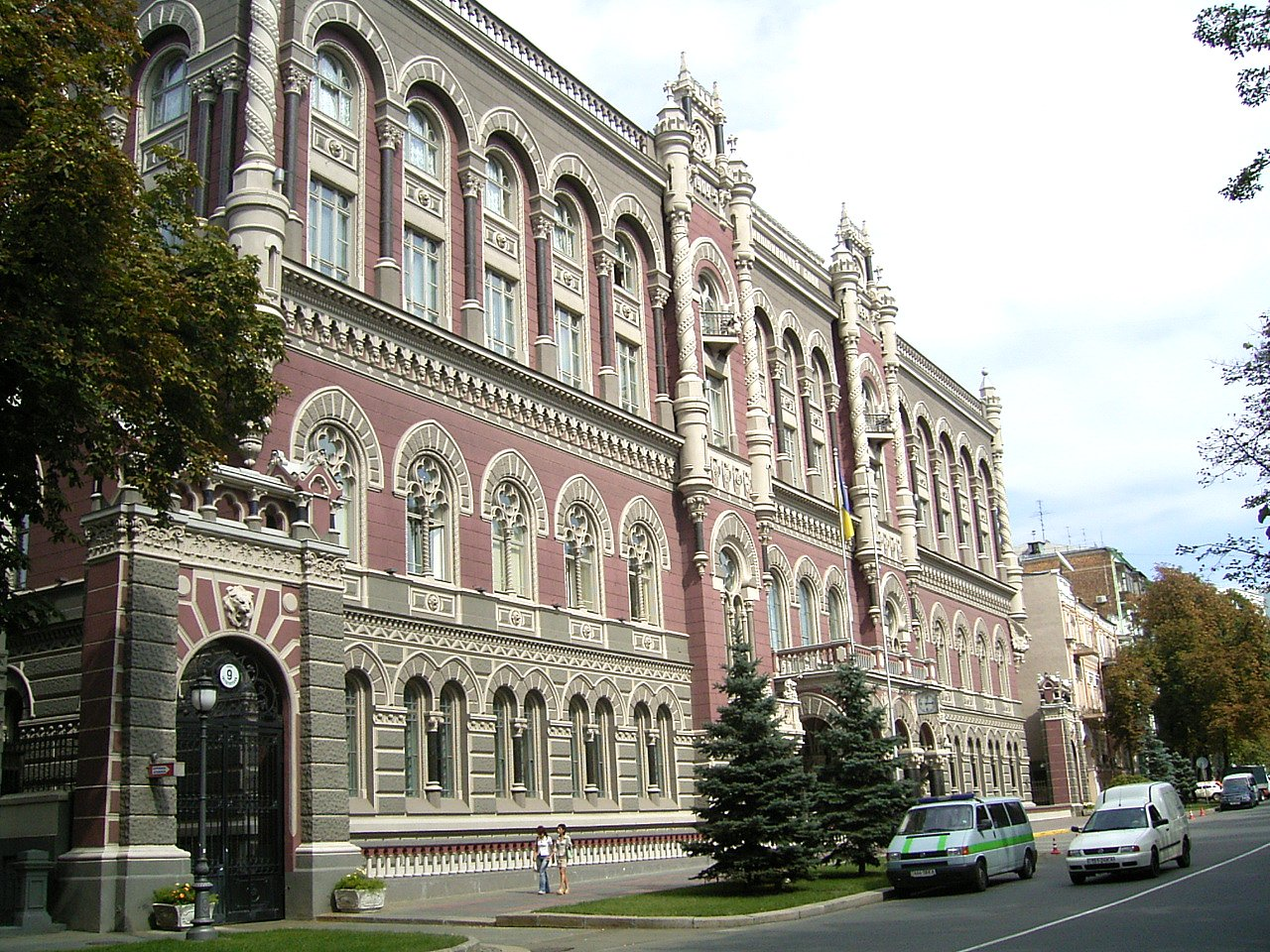
Будівля Національного банку України

- Художники: Володимир Таран, Олександр і Сергій Харуки.
- Скульптори: Демяненко Анатолій, Дем'яненко Володимир.

## Вартість монети
Під час введення монети в обіг 2022 року, Національний банк України розповсюджував монету за номінальною вартістю — 10 гривень.
Фактична приблизна вартість монети, з роками змінювалася так:
| Рік       | 2023 | 2024 | 2025 |
| --------- | ---- | ---- | ---- |
| Ціна, грн | 23   | 25   | 50   |